# 現代病
現代病（げんだいびょう、英:Modern diseases）とは、都市化、産業化など、過去にはなかった現代の生活習慣や環境などに起因する種々な病気を指して用いられる言葉である。
研究者により定義は異なるが、糖尿病やメタボリックシンドロームに代表される生活習慣病とアレルギー疾患に代表される生活環境病の総称とする概念、あるいはストレスに起因する疾病を含む概念を提唱する研究者もいる。
1970年代頃から主にジャーナリズムによって広められ社会的通称となった語であり、「現代病」という名称の病気が存在しているわけではない。また、現代病と呼ばれる病気も時代及び研究者により異なる。